# Comuna Vändra
Vändra este o comună (vald) din Comitatul Pärnu, Estonia. Cuprinde 43 localități (42 sate și orașul omonim). Reședința comunei este orașul Vändra.